# Zjazd w Kwedlinburgu 1054

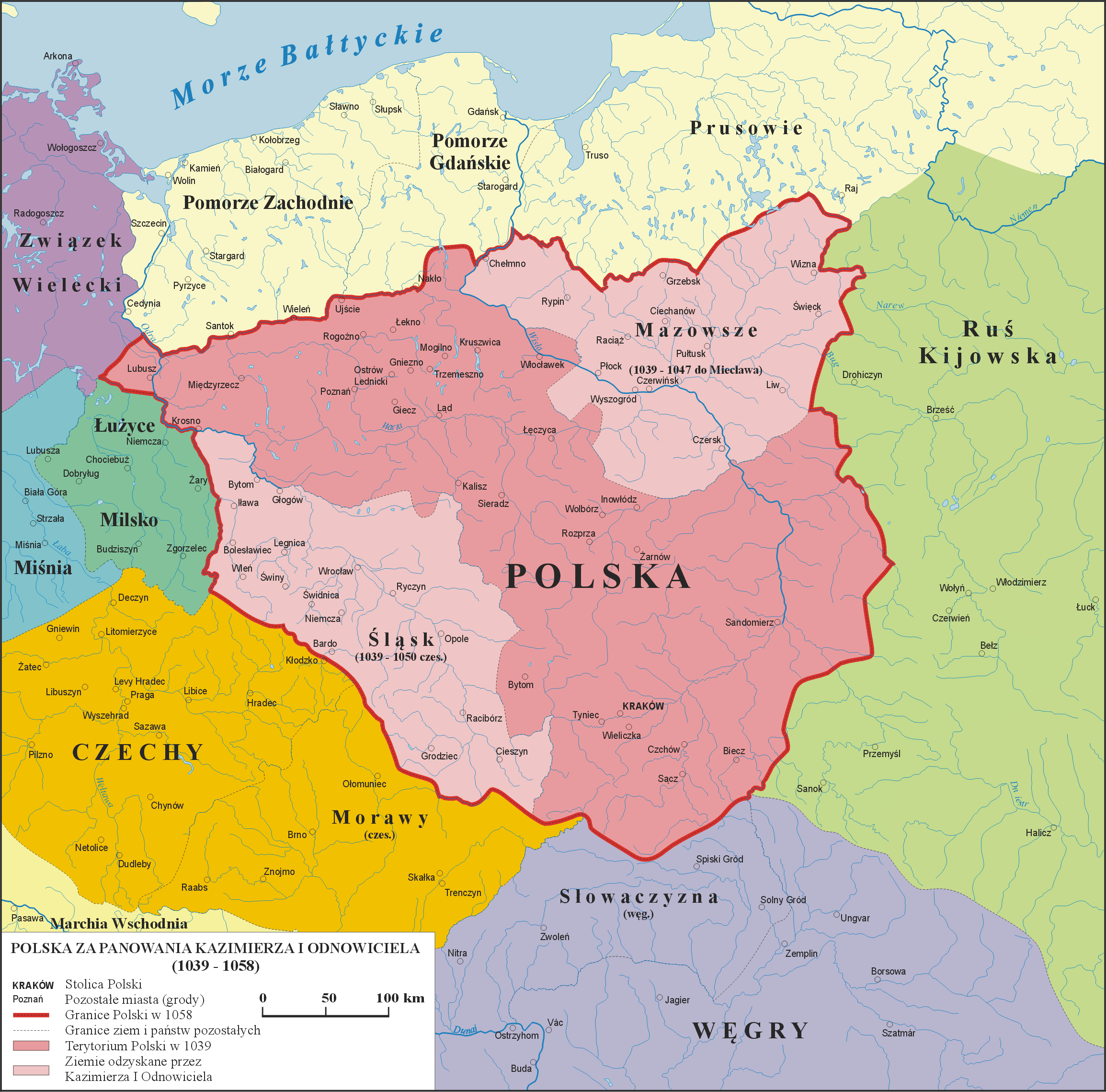
Polska za panowania Kazimierza I Odnowiciela

Zjazd kwedlinburski – ugoda między Kazimierzem I Odnowicielem a księciem czeskim Brzetysławem I.
Po zajęciu Dolnego Śląska przez Kazimierza (przed 1050), w rezultacie skargi Brzetysława do cesarza Henryka III na zjeździe w Quedlinburgu 22 V 1054 cesarz przysądził Kazimierzowi Śląsk, pod warunkiem płacenia Czechom rocznego trybutu w wysokości 500 grzywien srebra i 30 grzywien złota. Kazimierz Odnowiciel płacił trybut regularnie aż do swojej śmierci. Bolesław II Śmiały przestał go płacić, co było jedną z przyczyn wojny pomiędzy Polską a Czechami prowadzonej w latach 1060-1072.